# Dlouhý vrch (Góry Kamienne)
Dlouhý vrch (653 m n.p.m.) (niem. Langer Berg, cz. Dlouhý vrch) – góra północno-zachodnich Czechach, w Sudetach Środkowych, w Górach Kamiennych, w paśmie Gór Suchych (cz. Javoří hory).
Wzniesienie położone w Sudetach Środkowych, w Górach Kamiennych, we wschodniej części pasma Gór Suchych, w bocznym grzbieciku, odchodzącym ku południowemu zachodowi od Leszczyńca, przechodzącym przez Červenu horu i Bobří vrch, zakończonym właśnie wierzchołkiem Dlouhý vrch. Na południe od wzniesienia znajduje się miejscowość Rožmitál (dawniej wieś, obecnie część Broumova). Na północny wschód, grzbietem Gór Suchych biegnie polsko-czeska granica państwowa. Znajduje się w Obszarze Chronionego Krajobrazu Broumovsko.
Jest to wzniesienie zbudowane z permskich skał wylewnych - melafirów (andezytów) i tufów melafirowych (andezytowych). Południowe zbocza podcięte są wyrobiskiem kamieniołomu melafirów.
Szczyt porośnięty w lasem świerkowym regla dolnego, miejscami buczyną z domieszką jawora.

## Turystyka
Podnóżem wzniesienia, od wschodu prowadzi szlak turystyczny:
- żółty – szlak prowadzący z miejscowości Rožmitál przez Janovičky na Przełęcz pod Czarnochem